# Nahsholim
 (juin 2017).
Si vous disposez d'ouvrages ou d'articles de référence ou si vous connaissez des sites web de qualité traitant du thème abordé ici, merci de compléter l'article en donnant les références utiles à sa vérifiabilité et en les liant à la section « Notes et références ».
Nahsholim (נחשולים) est un kibboutz situé aux pieds du mont Carmel.

## Histoire
À la suite de l'opération Namal de la guerre israélo-arabe de 1948-1949, un groupe de jeunes gens issus de l'unité Palmach s'installent le 13 juin 1948 sur les terres du village arabe d’al-Tantoura que les soldats de la brigade Alexandroni ont massacré et expulsé trois semaines auparavant. Le village arabe est presque entièrement rasé par la suite,.
Les colons sont issus de deux groupes distincts ; le premier est composé de tsabarim ayant servi dans les rangs du Palyam, l'unité navale du Palmach ; le second d'immigrants originaires de Turquie et de Roumanie, arrivés très jeunes en Palestine et ayant eux aussi servi dans les rangs du Palmach. Ces deux groupes décident de s'unir dans le courant de l'année 1947, dans le but de partager leur passion pour la mer. Ils sont rejoints peu de temps après par un groupe d'immigrants originaires de Pologne, rescapés de la Shoah, et qui, après un passage en Suède et un séjour au camp d'internement de Chypre arrivent en Terre d'Israël.
Les premiers membres du kibboutz étaient d’anciens membres du Palmach rejoints par des survivants polonais de la Shoah. En 1949, ils écrivent :
« Nous nous sommes installés à Tantoura et nous n’avons pas eu beaucoup de travail pour commencer [une nouvelle vie], il n’y avait qu'à utiliser ce qui était déjà là.... Tout a commencé quand notre groupe "Nahsholim” est arrivé pour s’installer sur les terres du village abandonné de Tantoura et dans ses maisons. Le village était déserté. Les propriétés étaient nombreuses, et c’était le moment des moissons. Et ces moissons — écoute, je ne crois pas exagérer si je dis que nous avons été abasourdis — le sol est fertile, les conditions agréables, la mer et la plage incomparables, et surtout [il y a] des possibilités infinies. Notre rêve deviennent réalité... »
La vaste maison du moukhtar sert de salle à manger collective. D’autres maisons sont utilisées comme habitation, écuries, étables, ateliers ou remises. Durant la décennie suivante, la plupart des maisons de Tantoura ont été détruites et de nouvelles ont été construites du côté nord. Primitivement, les habitants du kibboutz voulaient s’établir au village de pêcheurs d’El Burj, sur le site de Tel Dor, mais ont abandonné après un long combat avec le département des Antiquités.
Avec l'abandon de l'activité de la pêche en 1960, Nahsholim développe alors ses productions agricoles et cultive désormais bananes et avocats. Il produit également du coton, des pois chiches et du maïs. Il possède une étable, un poulailler et des bassins de pisciculture.
Ces dernières années, Nahsholim aménage la côte de Tantoura, où se tiennent aujourd'hui une plage privée et des chambres d'hôtes. Le parking de la plage, l'une des plus populaires d'Israël, est construit sur une fosse commune où ont été enterrés des Palestiniens de Tantoura, massacrés par le 33e bataillon de la brigade Alexandroni après la reddition de leur village en 1948,.
En 1970, le kibboutz crée une usine de matière plastique, qui devient l'activité la plus importante aux niveaux de ses bénéfices et du nombre de personnes qu'il emploie. Il dispose également d'un atelier de composition de plantes et d'une fabrique de tuyaux, destinés au réseau ferroviaire du pays. De la cinquantaine de membres que comptait Nahsholim à ses débuts, la population du kibboutz est aujourd'hui de 400 personnes.
Avec la collaboration des kibboutzim alentour, Nahsholim ouvre une école primaire dans le kibboutz voisin de Ein Carmel, où sont inscrits les enfants de la région. Le collège est créé dans le kibboutz voisin, Maagan-Mikhaël.

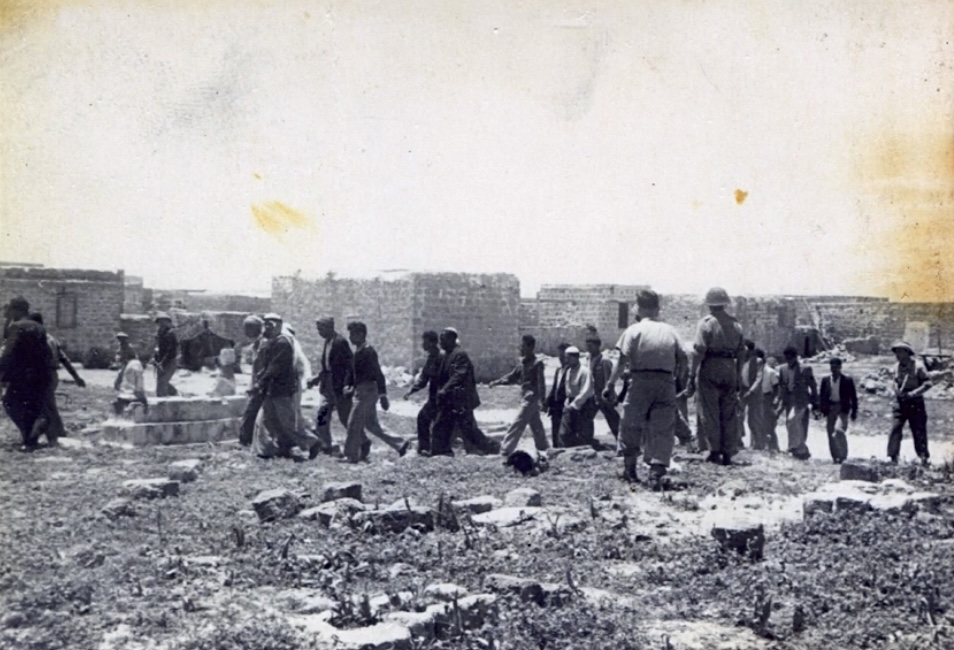
Les hommes sont séparés des femmes et conduits sous la garde armée de la brigade Alexandroni.
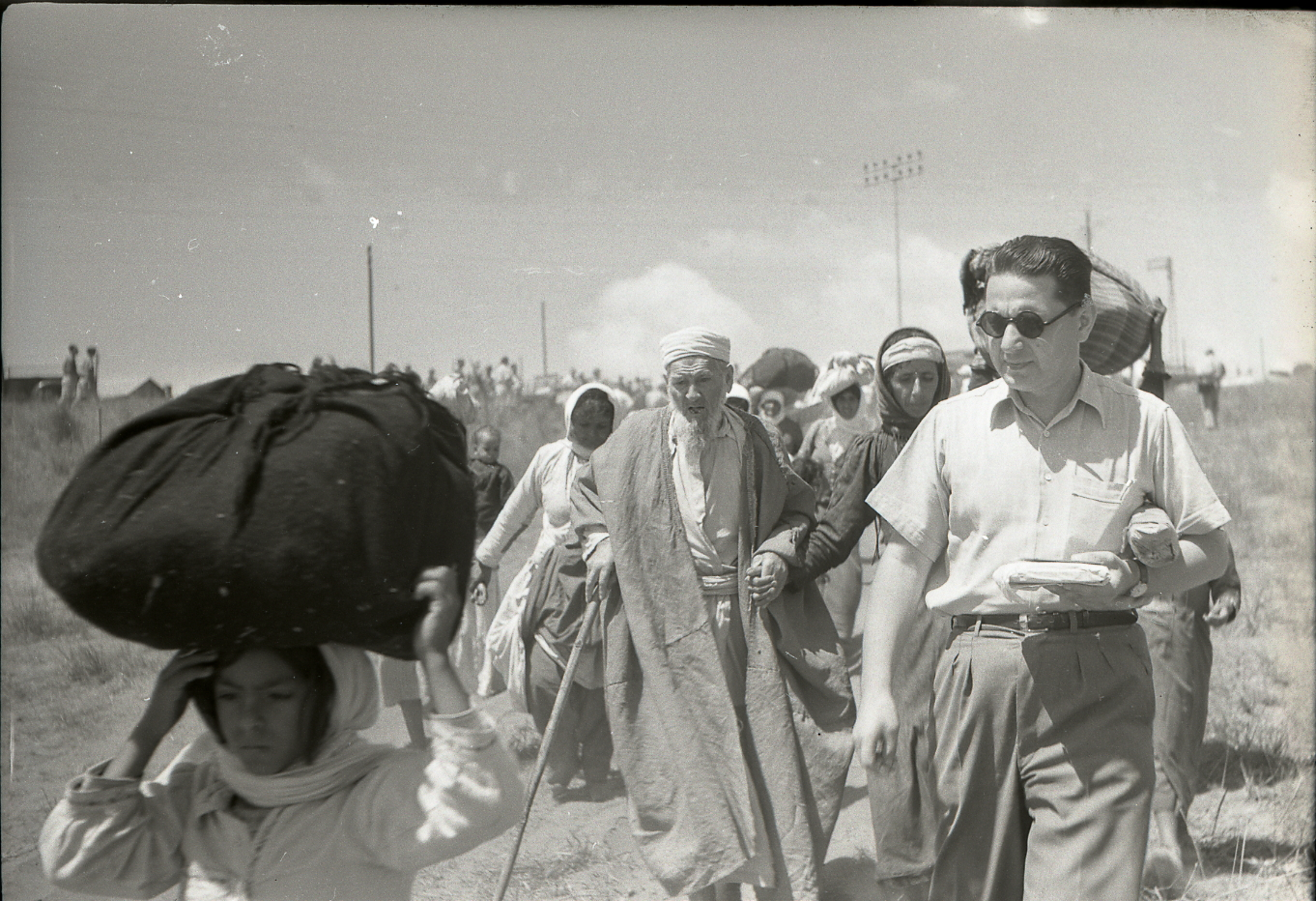
Les femmes et les enfants d’al-Tantoura.
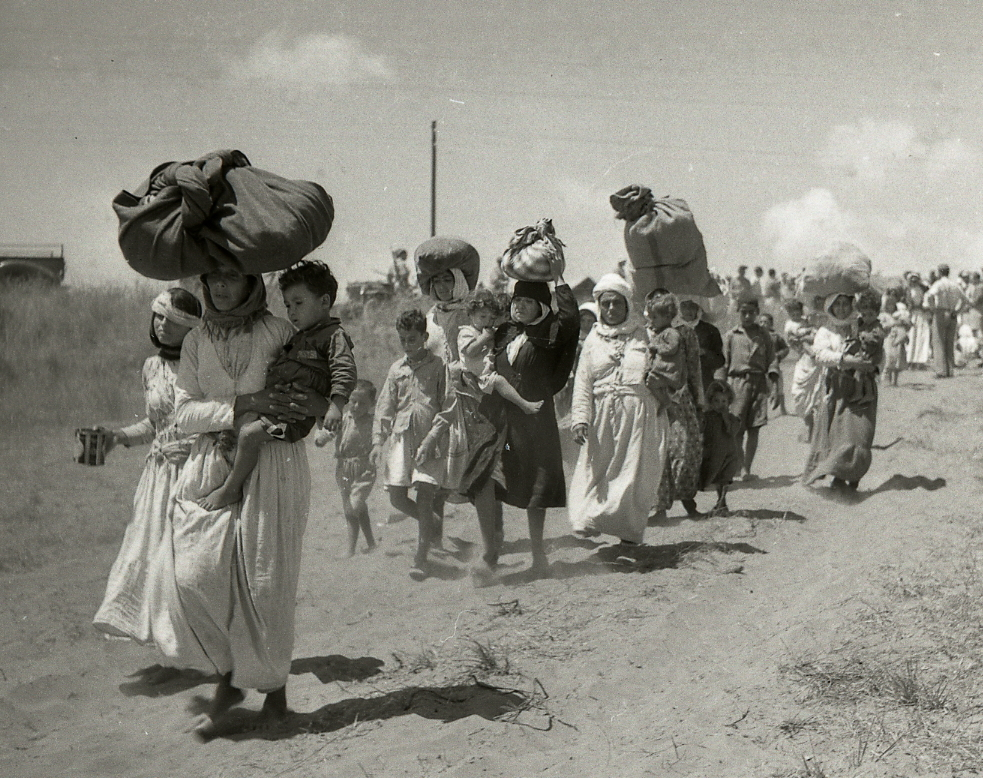
Exode des femmes et des enfants d’al-Tantoura.
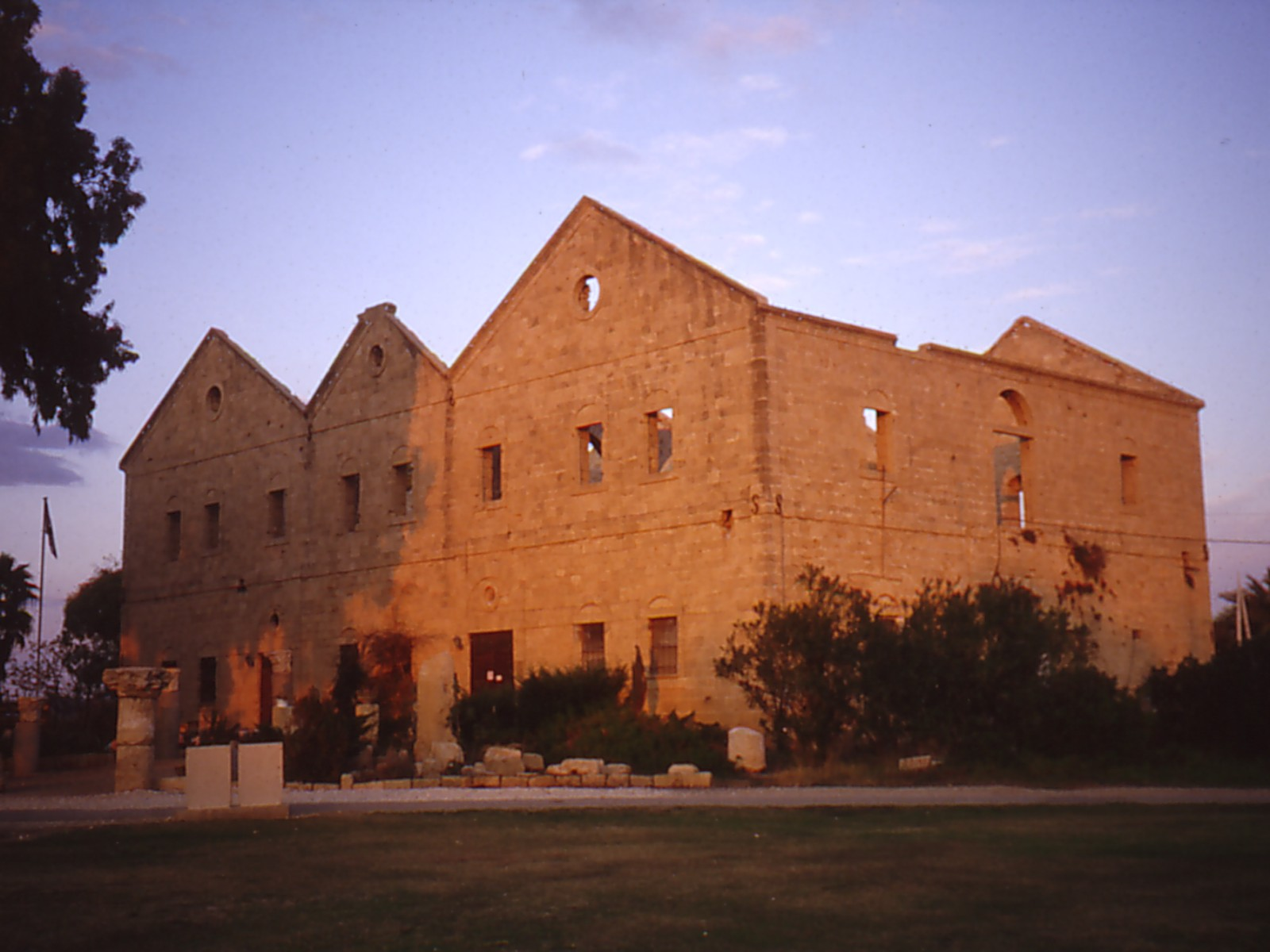
L’ancienne fabrique de verre Rothschild proche de l’ancien village arabe d’al-Tantoura.
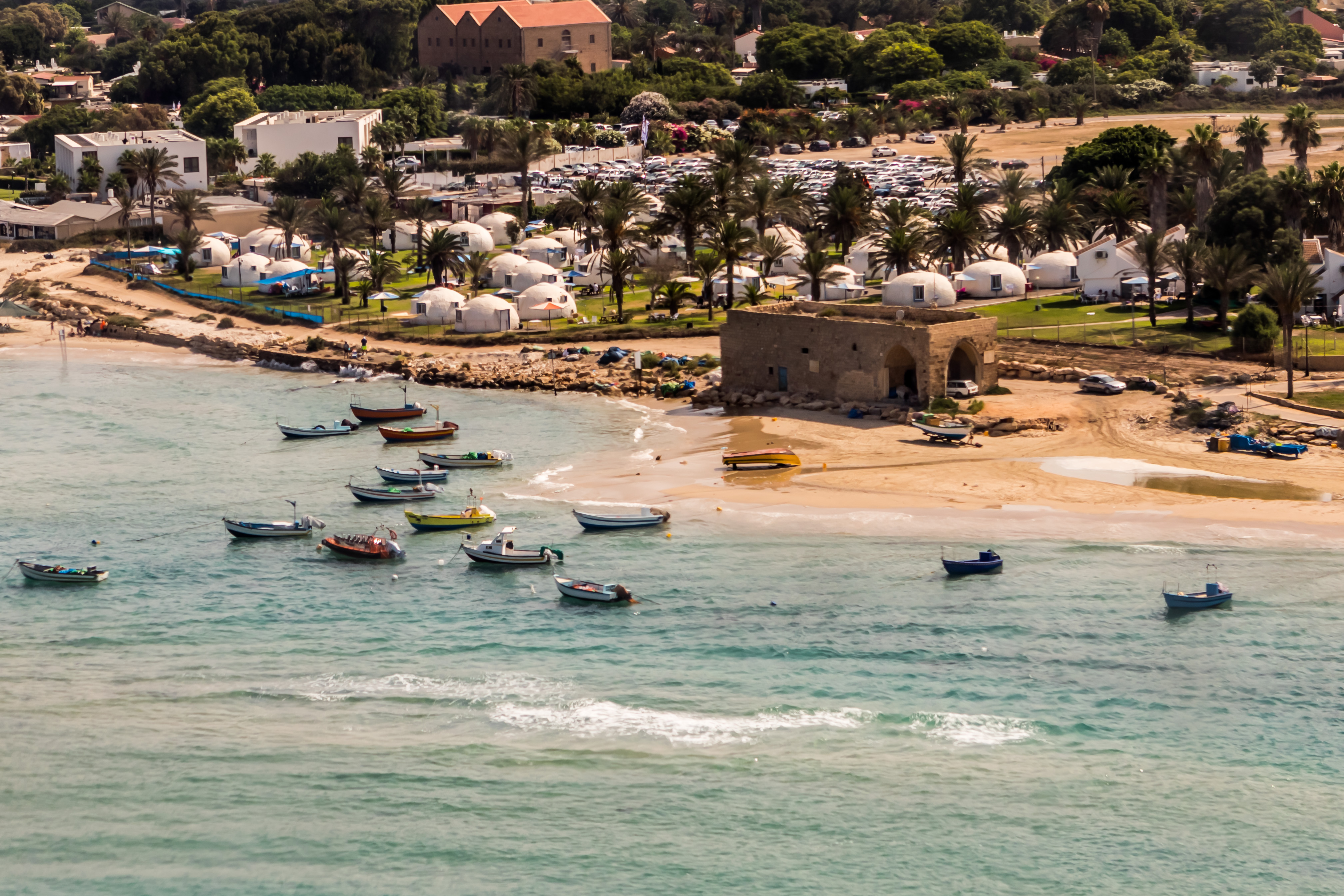
La plage et le village touristique. La ruine est l’ancienne douane, contre laquelle se trouve le potentiel charnier des victimes du massacre du 22 mai 1948.